# Profondità di campo

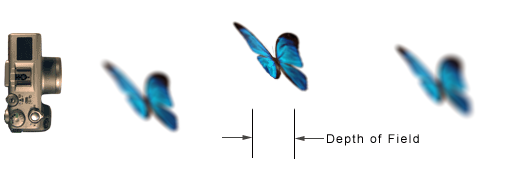
La profondità di campo.

In fotografia, la profondità di campo indica la distanza tra il punto più vicino e quello più lontano, dalla fotocamera, nella quale gli oggetti ripresi sulla fotografia, risultano apparentemente a fuoco. Viene misurata in metri o in centimetri lungo l'asse ottico, nella profondità della scena reale; rispetto alla distanza di messa a fuoco, si estende in parte davanti e in parte dietro al soggetto focalizzato. La sua estensione aumenta chiudendo il diaframma, diminuendo la lunghezza focale del obiettivo e/o allontanando la distanza di ripresa (distanza di fuoco).
Viene spesso abbreviata con l'acronimo PdC (o DoF dal inglese Depth of Field ) nel gergo di varie pubblicazioni tecniche, ed è nota anche come profondità del campo nitido. In internet è facile trovare vari calcolatori della PdC, basati sul formato fotografico, e gli altri valori.
Alcuni obiettivi a fuoco manuale, indicano la PdC sulla ghiera di messa a fuoco in base al diaframma impostato, ed alcune fotocamere offrono il controllo visivo della PdC nel mirino. Anche le fotocamere digitali offrono varie soluzioni simili e a volte anche più raffinate.

## Descrizione
La profondità di campo è fondamentalmente un effetto ottico che svanisce ingrandendo l'immagine: anche solo avvicinandosi ad una fotografia attaccata al muro, per osservarla più grande e più dettagliata, la PdC tenderà a diminuire. Anche l'acutezza visiva dell'osservatore: più è buona e più diminuisce l'effetto della profondità (minore PdC). Nella realtà dei fatti, c'è un'unica distanza a cui gli oggetti sono perfettamente a fuoco, ed è quando essi combaciano con il piano focale (inteso come il piano pellicola o il sensore). La zona di "corretta messa a fuoco" è possibile esclusivamente su di un unico piano ortogonale all'asse ottico, per cui la PdC è in effetti millimetrica (sottilissima) rispetto a quella apparente.
Il concetto si basa sui circoli di confusione, formati sul piano immagine, dai punti immagine lontani dal piano focale. Poiché, l'immagine che l'obiettivo proiettata dentro la fotocamera, è sempre tridimensionale e completamente a fuoco in tutti i suoi punti immagine (escludendo le distorsioni e le aberrazioni ottiche), e la vera selezione la fà il piano sensore, che è bidimensionale e quindi senza profondità sull'asse ottico. Così, tutti i vari punti immagine che via-via si trovano più lontani dal piano sensore (lungo l'asse ottico), tenderanno da punti a diventare dei dischi, allargando il proprio diametro fino a sfocare sempre di più (e rendersi visibili). Ogni punto al di fuori del piano sensore, produce sulla pellicola un circolo di confusione, il cui diametro è proporzionalmente aumentato in base alla sua posizione rispetto al piano focale: più è lontano e più risulta sfuocato, e questo effetto è maggiormente visibile sui punti luce ripresi.
La "nitidezza" (intesa come, immagine a fuoco) diminuisce gradualmente sui vari piani dell'asse ottico, allontanandosi dal piano a fuoco reale (soggetto), sia in avanti (verso il fotografo) che indietro verso l'infinito. Il "campo nitido" è quell'intervallo di distanze davanti e dietro al soggetto a fuoco, in cui la sfocatura è ancora nascosta ai nostri occhi, quindi accettabile; la PdC si dice essere maggiore se questo intervallo è ampio e minore se è ridotto.

## Sull'obiettivo

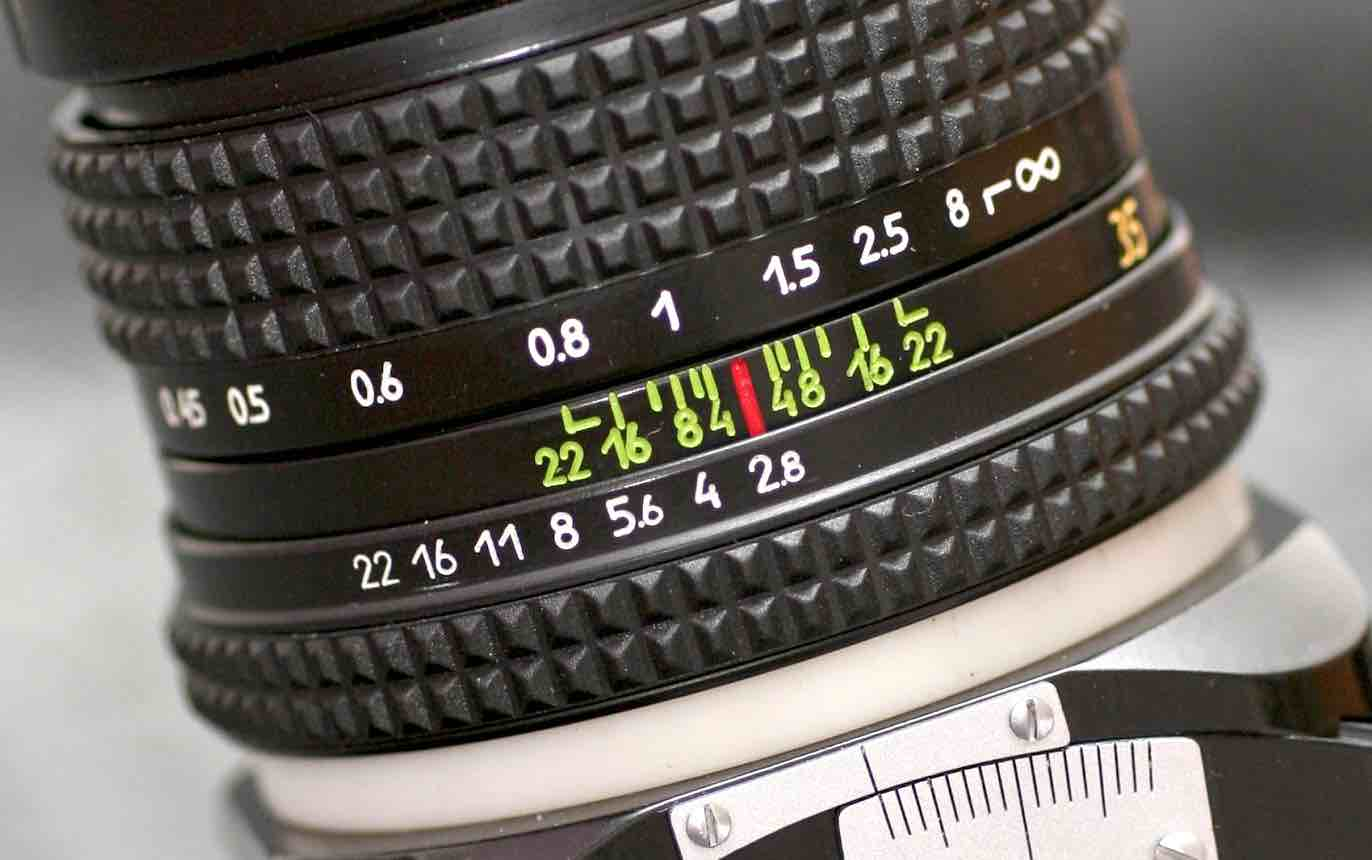
PdC indicata sul obiettivo

Viene valutata nell'ambiente reale con le unità di misura della lunghezza (piedi o metri), e spesso è riportata sugli indici di alcuni obiettivi fotografici (esempio, foto a fianco). In questo caso, la linea rossa è il riferimento fisso per le ghiere (mobili), quella superiore indica i metri della messa a fuoco, ed è posizionata a circa 1,2 m, mentre quella inferiore indica il numero del diaframma (ed è puntata su 2,8), ed intorno alla linea rossa ci sono alcuni riferimenti di color verde basati sul numero dei vari diaframmi (4-8-16-22), sistemati da entrambe le parti della linea (in realtà sono presenti anche le linee corrispondenti ai diaframmi 5,6 e 11, ma non col numero). Ora, se impostassimo il diaframma a 22, la PdC sarebbe indicata tra 0,8 m e 2,5 m; impostando f/11 avremo a fuoco da circa 0,9 m a circa 1,5 m, esattamente come indicato sull'obiettivo. Modificando la messa a fuoco (ad esempio), potremmo portare la tacca dell'infinito (∞¬) sul 16 verde a destra, ed impostando il diaframma a f/16, dovremmo avere a fuoco tutto, da circa 1,3 m a infinito.

## Estensione PdC
L'estensione della profondità di campo, può essere divisa schematicamente in due parti distinte, rispetto alla distanza di messa a fuoco: una è la parte tra il soggetto focalizzato e la fotocamera (A), e l'altra è la parte retrostante tra il soggetto e l'infinito (B). Il rapporto matematico tra le due parti (A:B) varia in base alla distanza di messa fuoco e al diaframma utilizzato, ma purtroppo, ancora nel 2024, esiste la credenza che la PdC si sviluppi sempre 1/3 davanti e 2/3 dietro al soggetto. Invece, il rapporto varia tra {\displaystyle 1:1} e {\displaystyle 1:\infty } (uno a infinito), dalla minima distanza di messa a fuoco e alla massima apertura (es. f/1,2), fino alla distanza iperfocale e con diaframmi chiusi (es. f/16).

## Regolazione PdC
Come abbiamo visto, la profondità di campo dipende da vari fattori, alcuni direttamente modificabili dal fotografo, altri no, tra cui:
- L'apertura del diaframma.
- La distanza di messa a fuoco.
- La lunghezza focale dell'obiettivo.
- Il diametro del circolo di confusione (CdC o CoC, che ha una dimensione convenzionale, in base al sensore).

Per cui, aprire il diaframma, avvicinare gli oggetti da mettere a fuoco e/o aumentare la focale (quindi, l'ingrandimento), farà diminuire la profondità di campo e farà aumentare la dimensione dei circoli di confusione, di tutti quei punti dell'immagine lontani dal piano focale.

### Apertura del diaframma

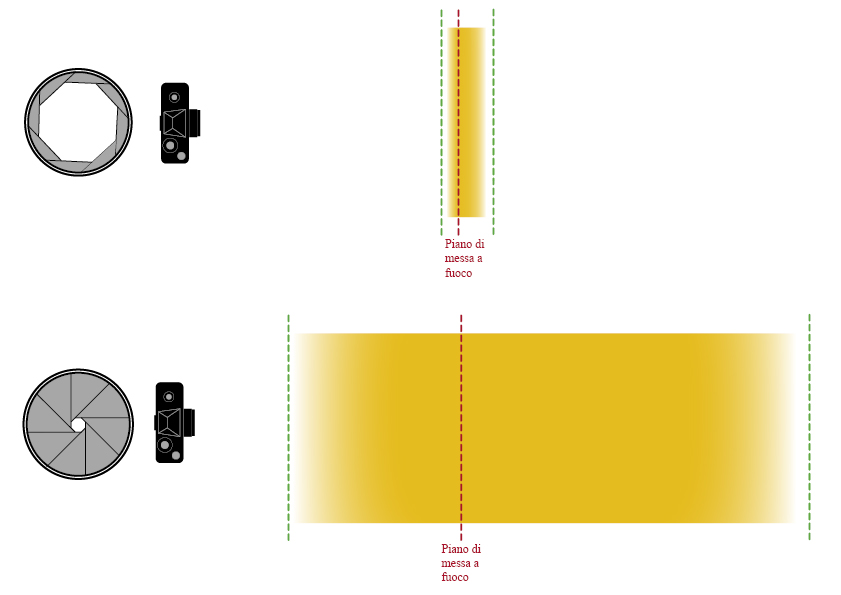
Apertura del diaframma

Chiudere il diaframma aumenta la profondità di campo; aprire il diaframma diminuisce la profondità di campo e aumenta la sfocatura davanti e dietro al soggetto messo a fuoco.
Nella maggior parte dei casi, gli obiettivi danno i migliori risultati ottici, ad aperture intermedie tra la massima e la minima disponibili (in genere f/8), ma spesso è sufficiente chiudere di due o tre stop la massima apertura, per trovare già un'ottima resa della lente.
Quando chiudiamo l'apertura di vari stop, dovremo compensare con il tempo di esposizione.

### Distanza di messa a fuoco

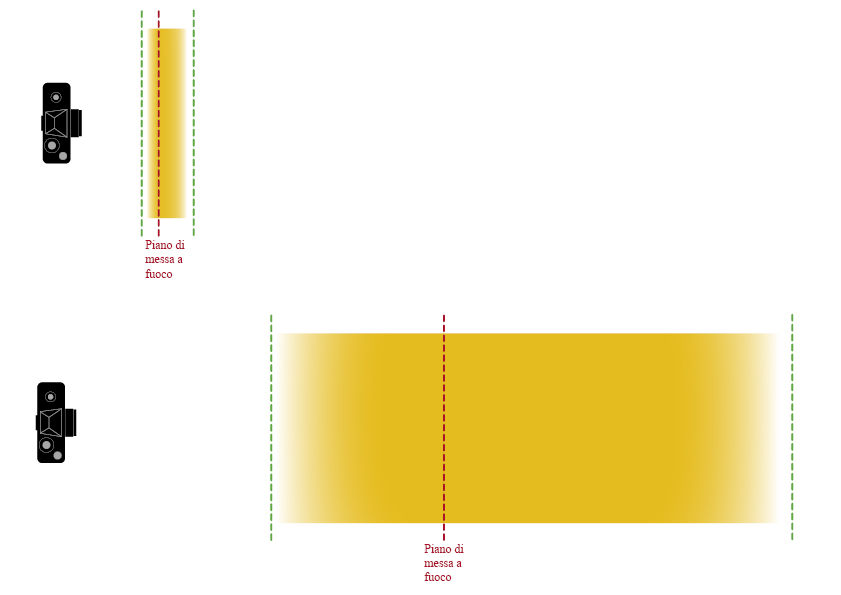
Distanza di fuoco

La distanza di messa a fuoco è il fattore più rilevante ed influente tra tutti gli altri, come variazione della profondità di campo.
Più la messa a fuoco viene regolata per un soggetto lontano dall'obiettivo e più aumenta l'estensione in profondità (e viceversa). Tuttavia, fino a raggiungere la distanza iperfocale, ossia la distanza dove si ottiene la massima profondità di campo possibile (chiamata appunto, il punto di iper-focalizzazione); oltre questo punto, la profondità di campo comincerà a ridursi di nuovo.
La profondità di campo nella macrofotografia, invece, dove la messa a fuoco è estremamente ravvicinata, è notevolmente ridotta, anche meno di qualche millimetro reale, rispetto a quella tipica della fotografia paesaggistica, di qualche chilometro o centinaia di metri (ad esempio).

### Lunghezza focale

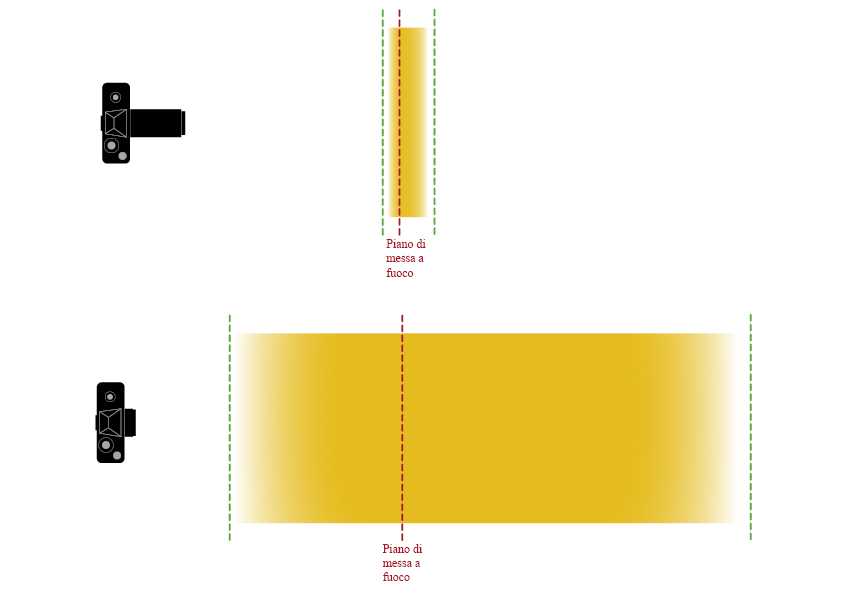
Lunghezza focale

Si usa dire che con obiettivi di lunghezza focale maggiore (come i teleobiettivi) si produca una profondità di campo ridotta, e viceversa. In effetti è corretto, ma questa affermazione richiede anche una precisazione, in quanto il rapporto fra PdC e focale, nelle fotografie comuni, deriva più che altro dall'uso tipico, piuttosto che dalle reali proprietà fisiche delle lenti: focali lunghe per riprendere oggetti distanti e focali corte per soggetti vicini.
Questo concetto può essere chiarito con un esempio: come si può verificare tramite l'utilizzo di uno dei DoF calculator (calcolatori di profondità di campo) presenti in rete, utilizzando (nel caso di sensore Full-Frame) una focale di 400 mm ad una apertura del diaframma di f/2,8, che riprende un soggetto a 10 metri di distanza, la profondità di campo è di 10 cm; sempre dal risultato restituito dal DoF calculator, si nota come usando invece una focale di 50 mm sempre a f/2,8, per lo stesso soggetto ripreso sempre a 10 m di distanza, la profondità di campo passa da 10 a 762 cm confermando apparentemente la menzionata affermazione sul rapporto fra profondità di campo e lunghezza focale.
Tuttavia, bisogna considerare che volendo ricomporre l'immagine in modo che il soggetto occupi lo stesso spazio di prima nel fotogramma, ovvero lo stesso rapporto di riproduzione, dato che il rapporto tra soggetto ripreso e area del fotogramma raddoppia al dimezzamento della lunghezza focale di ripresa, e viceversa, ci si dovrebbe avvicinare al soggetto fino ad una distanza di 1,25 m. A questo punto, la profondità di campo tornerebbe ad essere praticamente la stessa, come si può facilmente verificare sempre tramite l'ausilio di un calcolatore di PdC, ovvero di circa 10 cm.
In realtà, sulla profondità di campo influisce anche la collocazione del diaframma dentro l'obiettivo. Più precisamente la posizione della "pupilla di uscita" rispetto al secondo "piano principale": nei grandangolari con schema "retrofocus" (chiamati anche "teleobiettivi invertiti") la pupilla di uscita è diversamente spostata, rispetto a quanto avviene nei "teleobiettivi"; pertanto risulta che, a pari ingrandimento e pari apertura relativa, la profondità di campo sia addirittura leggermente inferiore con un grandangolare retrofocus, rispetto ad un teleobiettivo.

## Formule
Per calcolare la profondità di campo in maniera semplificata è necessario conoscere la distanza iperfocale dell'obiettivo, in funzione del diaframma di lavoro e del diametro del CdC:
Iperfocale = focale^2 / (Diaframma x CdC)
Sia I la distanza iperfocale, S la distanza di messa a fuoco scelta, F la lunghezza focale, sia DL la distanza dell'estremo lontano del campo nitido, e DV la distanza dell'estremo vicino:
{\displaystyle D_{L}={\frac {(I)(S)}{I-(S-F)}},}
{\displaystyle D_{V}={\frac {(I)(S)}{I+(S-F)}}.}

## Composizione e PdC
Nella fotografia di reportage e di documentazione (comprese ad esempio le fotografie di compleanno) è fondamentale avere un'ampia profondità di campo, per poter focalizzare bene e facilmente il soggetto e contemporaneamente contestualizzarlo nell'ambiente, con uno sfondo possibilmente nitido e riconoscibile. Per questo motivo alcune fotocamere compatte selezionano automaticamente delle impostazioni di diaframma e tempo di esposizione che massimizzano la profondità di campo.
Al contrario, nella tecnica fotografica avanzata, la scelta di una precisa profondità di campo, in base alla situazione, costituisce uno dei mezzi fondamentali con cui il fotografo può agire creativamente sull'immagine, per farla diventare rilevante dal punto di vista artistico. Per esempio, una profondità di campo molto stretta può servire ad enfatizzare il soggetto, "nascondendo" eventuali elementi di disturbo dello sfondo, in un alone di sfocato; questo è uno dei motivi per cui l'uso del teleobiettivo moderato è spesso consigliato nel ritratto.
Ci sono obiettivi particolarmente luminosi (intorno a f/1) che, data la ridotta profondità di campo (nell'ordine di qualche centimetro), creano un effetto di "evidenziazione estrema del soggetto", mentre il resto dell'ambiente viene sfocato in maniera consistente. La sorta di flou, che caratterizza tutto ciò che si trova davanti o dietro il piano di messa a fuoco, viene chiamato bokeh, termine mediato dalla lingua giapponese.

## Nel cinema
Una delle caratteristiche principali, dalle origini del cinema, fu l'utilizzo di un'ampia profondità di campo. Pensiamo per esempio a L'arrivo di un treno alla stazione di La Ciotat dei Fratelli Lumière: qui sono a fuoco sia il treno che arriva (lo vediamo in campo lungo) sia i passeggeri che in seguito scendono (li vediamo in vari piani di ripresa).
L'uso della profondità di campo venne in seguito ulteriormente esaltato dal cinema muto (Griffith, Chaplin, Stroheim, Lang, Murnau, Flaherty, ecc.), fino all'avvento del sonoro.
L'impiego dei microfoni sul set portò ad una diminuzione della profondità di campo: l'eliminazione delle luminose ma molto rumorose lampade ad arco e la conseguente diminuzione della luce sulla scena (set), ha comportato la necessità di "aprire" il diaframma e l'uso di ottiche sempre più luminose. Dalla seconda metà degli anni trenta, grazie alle lampade più potenti ed alle pellicole più sensibili, fu recuperata la profondità di campo in funzione della narrativa (tra gli altri, Welles-Toland, Ford-Toland, Renoir, Carné ecc.).
La recente tecnologia 3D riduce fortemente la profondità di campo, dando risalto quasi esclusivamente ai soggetti in primo piano.